# Dűlő Étterem
A Dűlő Étterem és Bormúzeum egy miskolci étterem a Kis-Avas lábánál, a Görgey utcában.
Az étterem 2014-ben nyílt, egy régi épületben, amely egykor egy borkereskedő háza volt.
Az étteremvezető Vécsey Renáta „gasztronómiai kulturális közösségi térként” jellemzi éttermét, Csomós András séf „regionális alapon működő kézműves konyhaként” határozza meg az általa vitt konyhát, melynek szezonális étlapja negyedévente változik. A Gault&Millau étteremkalauz 2016-ban Miskolc legjobb éttermének választotta, a Dining Guide szerint az országos top 100-ban szerepel.